# Experience Hendrix: The Best of Jimi Hendrix
Experience Hendrix: The Best of Jimi Hendrix kompilacijski je album s najboljim uspješnicama američkog glazbenika Jimija Hendrixa, postumno objavljen 1997. godine od izdavačke kuće MCA Records.

## O albumu
Experience Hendrix: The Best of Jimi Hendrix sadrži Hendrixove najveće uspješnice u vremenu od listopad 1966. do listopad 1970. godine. Album se sastoji uglavnom od prethodno neobjavljenih aternativnih snimki i mikseva, studijskih demosnimki i uživo pjesama te brošure s 80 stranica. Brošura sadrži intervjue legendarnog gitariste i Experiencovog bubnjara i bas-gitariste, Mitcha Mitchella i Noela Reddinga. Album također uključuje uživo snimke s jednog od posljednjih Hendrixovih nastupa u londonskom Albert Hallu.
Materijal s albums fokusira se na tri objavljena albuma dok je Hendrix bio živ Are You Experienced, Axis: Bold as Love i Electric Ladyland . Album sadrži i uživo pjesmu "The Star Spangled Banner", snimljenu 1969. godine na Woodstock festivalu.

## Popis pjesama
Sve pjesme napisao je Jimi Hendrix, osim gdje je to drugačije naznačeno.
| Br. | Skladba                                                       | Autor                                  | Trajanje |
| --- | ------------------------------------------------------------- | -------------------------------------- | -------- |
| 1.  | »Purple Haze«                                                 |                                        | 2:52     |
| 2.  | »Fire«                                                        |                                        | 2:43     |
| 3.  | »The Wind Cries Mary«                                         |                                        | 3:20     |
| 4.  | »Hey Joe«                                                     | Billy Roberts                          | 3:30     |
| 5.  | »All Along the Watchtower«                                    | Bob Dylan                              | 3:59     |
| 6.  | »Stone Free«                                                  |                                        | 3:36     |
| 7.  | »Crosstown Traffic«                                           |                                        | 2:19     |
| 8.  | »Manic Depression«                                            |                                        | 3:42     |
| 9.  | »Little Wing«                                                 |                                        | 2:25     |
| 10. | »If 6 Was 9«                                                  |                                        | 5:34     |
| 11. | »Foxy Lady«                                                   |                                        | 3:19     |
| 12. | »Bold as Love«                                                |                                        | 4:11     |
| 13. | »Castles Made of Sand«                                        |                                        | 2:47     |
| 14. | »Red House«                                                   |                                        | 3:50     |
| 15. | »Voodoo Child (Slight Return)«                                |                                        | 5:12     |
| 16. | »Freedom«                                                     |                                        | 3:25     |
| 17. | »Night Bird Flying«                                           |                                        | 3:50     |
| 18. | »Angel«                                                       |                                        | 4:22     |
| 19. | »Dolly Dagger«                                                |                                        | 4:45     |
| 20. | »The Star Spangled Banner« (snimljena na Woodstock festivalu) | Francis Scott Key, John Stafford Smith | 3:46     |

| 1. | »Highway Chile«              |              | 3:41 |
| 2. | »Gloria«                     | Van Morrison | 8:54 |
| 3. | »It's Too Bad«               |              | 8:53 |
| 4. | »Spanish Castle Magic«       |              | 5:50 |
| 5. | »Hear My Train A-Comin'«     |              | 6:58 |
| 6. | »Lover Man«                  |              | 2:58 |
| 7. | »I Don't Live Today« (uživo) |              | 6:34 |
| 8. | »Purple Haze« (uživo)        |              | 4:03 |

## Detalji o snimkama
- Skaldbe od 1 do 15 izvodi sastav The Jimi Hendrix Experience
- Skladbe 1, 2, 3, 4, 6, 8, 11 i 14 dolaze s albuma Are You Experienced?
- Skladbe 9, 10, 12 i 13 dolaze s albuma Axis: Bold as Love
- Skladbe 5, 7 i 15 dolaze s albuma Electric Ladyland
- Skladbe 16, 17, 18 i 19 dolaze s postumnog albuma First Rays of the New Rising Sun
- Skladba 20 dolazi s uživo albuma Live at Woodstock

- Skladba "Red House" objavljena je u različitim verzijama, a ovdje je preuzeta s albuma Are You Experienced, objavljenog u Velikoj Britaniji.

## Izvođači
- Jimi Hendrix - vokal, električna gitara, harpsichord, bas-gitara
- Larry Lee - gitara
- Paul Caruso - usna harmonika
- Larry Young - orgulje
- Billy Cox - bas-gitara, prateći vokal
- Noel Redding - bas-gitara, prateći vokal
- Buddy Miles - bubnjevi, udaraljke, prateći vokal
- Mitch Mitchell - bubnjevi, udaraljke, prateći vokal
- Juma Sulton - udaraljke
- Jerry Velez - udaraljke
- Graham Nash, Andy Fairweather Low, Steve Winwood, Chris Wood, Arthur & Albert Allen, Chas Chandler, Gary Walker, The Ronettes, Roger Chapman - prateći vokali

### Produkcija
- Producenti - Chas Chandler, Jimi Hendrix, Eddie Kramer, Mitch Mitchell, John Jansen
- Kompilacijski producenti -  Janie Hendrix, John McDermott
- Tehničari - Dave Siddle, Eddie Kramer, Mike Ross
- Zabilješke - Dave Marsh, John McDermott

## Vanjske poveznice
- Discogs - recenzija albuma